# Attagenus curvicornis
Attagenus curvicornis là một loài bọ cánh cứng trong họ Dermestidae. Loài này được J. Sahlberg miêu tả khoa học năm 1913.